# Caucus van Alaska 2012
De caucus van Alaska in 2012 was een voorverkiezing in de aanloop naar de Amerikaanse presidentsverkiezingen van 2012.

## Democratische caucus
De Democratische caucus werd gehouden tussen 10-14 april, en overtuigend gewonnen door Obama.

## Republikeinse caucus

Resultaten van de Republikeinse caucus per county

De Republikeinse caucus werd gehouden op 6 maart 2012, ten tijde van Super Tuesday.
| Kandidaat                  | Stemmen                    | Percentage                 | Gedelegeerden |
| -------------------------- | -------------------------- | -------------------------- | ------------- |
| Mitt Romney                | 4.285                      | 32,4%                      | 8             |
| Rick Santorum              | 3.860                      | 29,2%                      | 7             |
| Ron Paul                   | 3.175                      | 24,0%                      | 6             |
| Newt Gingrich              | 1.865                      | 14,1%                      | 3             |
| Onverdeeld                 | 34                         | 0,3%                       |               |
| Onverdeelde gedelegeerden: | Onverdeelde gedelegeerden: | Onverdeelde gedelegeerden: | 3             |
| Totaal                     | 13.219                     | 100,0%                     | 27            |

1789 · 1792 · 1796 · 1800 · 1804 · 1808 · 1812 · 1816 · 1820 · 1824 · 1828 · 1832 · 1836 · 1840 · 1844 · 1848 · 1852 · 1856 · 1860 · 1864 · 1868 · 1872 · 1876 · 1880 · 1884 · 1888 · 1892 · 1896 · 1900 · 1904 · 1908 · 1912 · 1916 · 1920 · 1924 · 1928 · 1932 · 1936 · 1940 · 1944 · 1948 · 1952 · 1956 · 1960 · 1964 · 1968 · 1972 · 1976 · 1980 · 1984 · 1988 · 1992 · 1996 · 2000 · 2004 · 2008 · 2012 · 2016 · 2020 · 2024